# Мандель, Семён Соломонович
Семён Соломо́нович Ма́ндель (1907 — 1974) — советский художник театра и кино. Заслуженный деятель искусств РСФСР (1969).

## Биография
Окончил Киевский художественный институт (1931). Ученик В. Татлина. Художник-постановщик, работал в различных театрах, с 1931 года — в кино, художник-оформитель городских праздников на стадионах, улицах, парках.
Художник создавал костюмы и декорации для кино, театра, мюзик-холлов, музыкальных программ, цирка, эстрады и городских праздников в Москве, Ленинграде и Киеве.
Был одним из основателей отечественного Мюзик-холла в тридцатых годах двадцатого века. Создавал эскизы для таких выдающихся артистов как Аркадии Райкин, Клавдия Шульженко, Эдди Рознер; такие мастера советского цирка как Олег Попов, Юрии Никулин, Вяткин не раз пользовались его эскизами. Был создателем первых костюмов для всемирно известного ансамбля танца ансамбля «Берёзка».
За а свою пятидесятилетнюю творческую жизнь оформил около 300 спектаклей, кинофильмов, эстрадных и цирковых программ. Среди них 39 фильмов на разных киностудиях страны; многие из них вошли в сокровищницу советского кинематографа: «Девушка спешит на свидание», «Первая перчатка», «Музыкальная история», «Антон Иванович сердится», «Свадьба», «Укротительница тигров» и др. Начиная с 1950-х годов переехал в Ленинград из Москвы и посвятил свою работу в основном театру. Не забыта была и эстрада-программа «Светофор», поставленная Аркадием Райкиным совместно с Михаилом Жванецким была оформлена художником, так же как и все последующие программы Театра Миниатюр.
Фантазия художника была неистощима на выдумки, неожиданные решения; его декорации никогда не превращались в фон сценического действия; они были, если так можно сказать, драматургичны. Враг всяких штампов и банальностей, он смело применял достижения современной техники, широко пользовался возможностями театрального освещения, новыми материалами и механизмами. Для Манделя не существовало неразрешимых задач для достижения максимально нужного эффекта при создании костюмов и декорации. Так же известен как мастер театрального и кино плаката.
Умер 19 сентября 1974 года во время работы над третьей программой Ленинградского мюзик-холла «Миллион Новобрачных». Похоронен на кладбище в посёлке Комарово.
В сентябре 2022 года в Театральном музее (Санкт-Петербург) открылась выставка.

## Фильмография
| - 1931 — Враг один - 1932 — Зона - 1932 — Вместе с отцами - 1932 — Возможно завтра - 1933 — Негр из Шеридана - 1933 — Последняя ночь - 1934 — Молодость - 1934 — Золотые огни - 1935 — Путь корабля - 1935 — Высокое напряжение - 1936 — Девушка спешит на свидание - 1936 — Ленинградцы | - 1936 — Шут Английского Короля - 1937 — Балтийцы - 1937 — Соловей - 1940 — Моя любовь - 1940 — Музыкальная история - 1940 — Концерт на экране - 1941 — Антон Иванович сердится - 1944 — Свадьба - 1944 — Фильм- концерт - 1946 — Крейсер «Варяг» - 1946 — Первая перчатка | - 1947 — Русский вопрос - 1949 — Железная дорога - 1949 — Пушкин - 1951 — Прощай, Америка! - 1953 — Мастера русского балета - 1954 — Укротительница тигров - 1956 — Медовый месяц - 1960 — Мост перейти нельзя - 1972 — Мещане |

## Сценография (декорации и костюмы)
| - 1934 - Киевский Театр имени Ивана Франко «Местечко Лоденю» - Ленинградский Мюзик-холл «Небесные ласточки» - 1935 - Оперная Студия Консерватории «Русалка» - Оперная Студия Консерватории «Фенелла» - 1936 — Театр Музыкальной Комедии «Дочь тамбурмажора» - 1937 — Ленинградский Мюзик Холл «Попутный ветер» - 1941 — Киевский Театр имени Ивана Франко «Маруся Богуславка» - 1942 - Ленинградский дом Красной Армии «Русские люди» - Ленинградский дом Красной Армии «Фронт» - 1946 — Московский театр киноактёра «Молодая гвардия» - 1951 — Театр Миниатюр «Вокруг света за 80 дней» - 1952 — Театр Ленинского Комсомола «Твоё личное дело» - 1953 - Театр Комедии «Смеяться право не грешно» - Театр Комедии «Господин Дуруа» - 1954 - Театр Ленинского Комсомола «Ошибки одной ночи» - Театр Комедии «Путешествие в Скарборо» - Театр Комедии «Помпадуры и помпадурши» - Театр Ленинского Комсомола «Таланты и поклонники» - Театр Ленинского Комсомола «Саламские колдуньи» - 1955 - Театр Ленинского Комсомола «Студенты» - Театр Ленинского Комсомола «Первая веснa» - 1956 - Театр Ленсовета «Маленькая студентка» - Театр Ленинского Комсомола «Фабричная девчонкa» - БДТ имени Горького «Когда цветёт акация» - Театр Ленинского Комсомола «Три соловья дом 17» - 1957 - Театр Музыкальной Комедии «Фиалка Монмартра» - Театр Музыкальной Комедии «Поцелуи Чаниты» - 1958 - Театр Ленинского Комсомола «В поисках радости» - Театр Ленинского Комсомола «Никто» - 1959 - Театр Ленинского Комсомола «Святая ночь» - БДТ имени Горького «Молодая гвардия» - Театр Ленинского Комсомола «Свиные хвостики» - 1960 - Театр оперы и балета имени Кирова «Семён Котко» - Театр оперы и балета имени Кирова «Дуэнья» - Театр Ленинского Комсомола «Солнце в плену» - БДТ имени Горького «Иркутская история» - Театр драмы имени Пушкина «Изюминка на солнце» - Театр оперы и балета имени Кирова «Богема» | - 1961 — БДТ имени Горького «Океан» - 1962 — Театр Ленинского Комсомола «Белоснежка и семь гномов» - 1963 - Театр Ленинского Комсомола «Алый камень» - Театр Ленсовета «Женский монастырь» - БДТ имени Горького «Поднятая целина» - 1964 - Театр драмы имени Пушкина «Встреча» - Театр драмы имени Пушкина «На диком бреге» - Театр Ленсоветa «Ромео и Джульетта» - 1965 - БДТ имени Горького «Сколько лет, сколько зим» - Театр драмы имени Пушкина «Дикий капитан» - Театр Ленинского Комсомола «Трёхгрошовая Опера» - БДТ имени Горького «Римская комедия» - 1966 - Малый Театр Оперы и балета «Барабанщица» - Театр драмы имени Пушкина «Бидерман и поджигатели» - БДТ имени Горького «Пузырьки» - 1967 - Театр Миниатюр «Светофор» - БДТ имени Горького «Традиционный сбор» - Ленинградский Мюзик Холл «Нет тебя прекрасней» - Театр драмы имени Пушкина «Дело, которому ты служишь» - 1968 - Малый Театр Оперы и балета «Виринея» - БДТ имени Горького «Цена» - Театр драмы имени Пушкина «Доходное место» - 1969 - Ленинградский Театр Комедии «Дождь- хорошая погода» - Театр драмы имени Пушкина "Справедливость- моё ремесло " - Театр драмы имени Пушкина «Бидерман и поджигатели» - 1970 - Театр Ленинского Комсомола «Вестсайдская история» - Театр Ленинского Комсомола «Дансинг в ставке Гитлера» - Московский театр-киноактёра «Русские люди» - Театр драмы имени Пушкина «Артём» - 1971 - Театр Ленинского Комсомола «Охота жить» - Малый Театр Оперы и балета «Порги и Бесс» - Театр Ленсовета «Человек со стороны» - БДТ имени Горького «Выпьем за Колумба» - 1972 - Театр Ленинского Комсомола «Дни Турбиных» - Ленинградский Мюзик Холл «Миллион Новобрачных» - 1973 - Театр Ленинского Комсомола «Где Чарли» - Театр Ленинского Комсомола «Бесприданница» - Московский Мюзик Холл «,,Красная стрела,, прибывает в Москву» - 1974 — Ленинградский Мюзик Холл «От сердца к сердцу» |

## Награды
- Сталинская премия первой степени (1948) — за работу над фильмом «Русский вопрос»)[3].
- заслуженный деятель искусств РСФСР (1969)
- медали
- знак Министерства Культуры СССР «За отличную работу»
- орден Красной Звезды
- знак «К 25-летию победы в войне 1941—1945 гг.»
- значок «За отличную работу»